# Островский, Юзеф Викентьевич
Юзеф Викентьевич Островский (вариант — Иосиф Викторович) (pl. Józef Ostrowski, 3 марта 1866, Смардзевиц, Опоченский уезд, Радомская губерния — 29 сентября 1939) — крестьянин, депутат Государственной думы I и II созывов от Радомской губернии. Ю. В. Островского, члена Государственной Думы, не следует путать с польским политиком тех же лет Ю. А. Островским (1850–1922).

## Биография

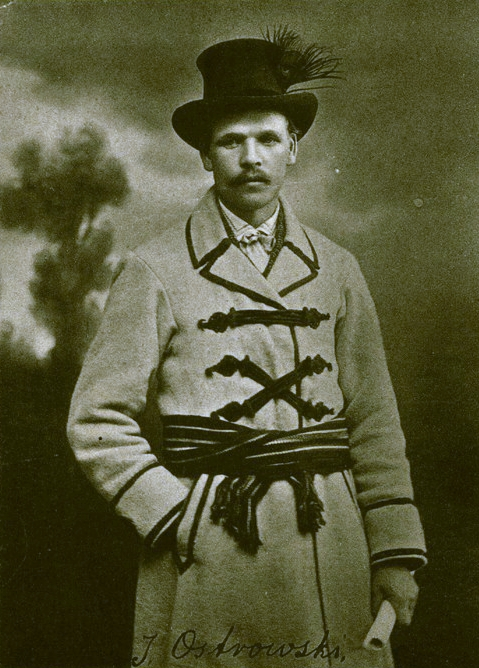
Ю. В. Островский, 1906

Поляк, католик. Крестьянин села Смардзевиц Опоченского уезда Радомской губернии. Окончил начальное гминное училище. Землевладелец (9 моргов земли), занимался земледелием, работал как каменщик (годовой заработок — 300 рублей).
В 1898 примкнул к польскому национальному движению. Член Национально-демократической партии. Участвовал в деятельности польского Национального общества «Освята» («Просвещение»). Дважды подвергался краткосрочным арестам за пропаганду полонизации школ в Царстве Польском, агитацию в пользу введения польского языка в делопроизводство гминной администрации, отстаивание интересов крестьян.
17 декабря 1905 г. в Варшаве принял участие в работе польского Крестьянского съезда, принявшего постановление об автономии Царства Польского и созыве Сейма. Выступил с заключительной речью на закрытии съезда. Арестован, освобожден при избрании депутатом Государственной Думы.
20 апреля 1906 избран в Государственной думы I созыва от общего состава выборщиков Радомского губернского избирательного собрания. Входил в Польское коло. Подписал заявление 27 членов Государственной думы от Царства Польского о законодательстве Российской империи, в том числе об Основных государственных законах. В ходе прений требовал передать решение аграрного вопроса в Царстве Польском в компетенцию будущих органов управления Польши, после предоставления ей автономии.
В августе 1906 подвергся аресту. Он прямо у себя в доме был избит прикладами настолько, что позднее из-за полученных увечий был госпитализирован. После этого его увели в поле и держали под наведённым ружьями, пока не прибежала жена и дети. Его жена и дети тоже пострадали от побоев. По словам Островского причина была в том, что ещё до роспуска Думы, приехав домой на свадьбу дочери, он рассказывал о доброте русских, которые желают добра и «згоды» для всех народов и ненавидят находящихся в Польше начальников. Поводом для ареста было убийство гминного писаря, которое отнесли за счёт агитации бывшего депутата.
6 феврале 1907 избран во Государственной думы II созыва от общего состава выборщиков Радомского губернского избирательного собрания. Входил в Польское коло. Не принимал активного участия в думской работе.
Вышел из Национально-демократической партии из-за несогласия с решениями её руководства, заключившего союз с Польской прогрессивной партией. От политической деятельности отошёл.